# Olszowa (Łódź)
Pour les articles homonymes, voir Olszowa.
Olszowa est une localité polonaise de la gmina d'Ujazd, située dans le powiat de Tomaszów Mazowiecki en voïvodie de Łódź.